# Iglasjön (Asige socken, Halland)
Iglasjön är en sjö i Falkenbergs kommun i Halland och ingår i Suseåns huvudavrinningsområde.